# Cephalotes palta
Cephalotes palta är en myrart som beskrevs av De Andrade 1999. Cephalotes palta ingår i släktet Cephalotes och familjen myror. Inga underarter finns listade.